# Half of My Heart
«Half of My Heart» (с англ. — «Половина моего сердца») — песня американского рок-музыканта и автора песен Джона Мейера и Тейлор Свифт с его четвёртого студийного альбома Battle Studies (2009). Песня была написана самим певцом и получила золотой статус RIAA. Была номинирована на премию Грэмми в категории Лучшее мужское вокальное поп-исполнение (2011), в 6-й раз в этой номинации.

## История
Джон сообщил в Твиттере о предстоящей записи совместно с кантри-поп звездой Тейлор Свифт ещё в марте 2009 года.
«Half of My Heart» дебютировал 8 мая 2009 года на № 29 в американском радиоэфирном чарте Billboard Hot Adult Top 40 Tracks. Это стало 14-м появлением Мейера в этом хит-параде. Песня также дебютировала на № 25 в основном чарте Billboard Hot 100 ещё до выхода самого альбома Battle Studies. Песня была номинирована на премию Грэмми в категории Лучшее мужское вокальное поп-исполнение (в альбомной версии Джон поёт один, без участия Тейлор Свифт).

## Список композиций
| №  | Название                     | Длительность |
| -- | ---------------------------- | ------------ |
| 1. | «Half of My Heart» (Pop Mix) | 3:52         |

## Чарты
| Чарт (2009–10)                               | Высшая позиция |
| -------------------------------------------- | -------------- |
| Австралия (ARIA)                             | 71             |
| Канада (Billboard Canadian Hot 100)          | 53             |
| Нидерланды (Single Top 100)                  | 42             |
| Нидерланды (Dutch Top 40)                    | 15             |
| США (Billboard Hot 100)                      | 25             |
| США (Billboard Adult Alternative Songs)      | 2              |
| США (Billboard Adult Contemporary)           | 7              |
| США (Billboard Adult Pop Airplay)            | 2              |
| США (Billboard Pop Airplay)                  | 22             |
| США (Billboard Hot Rock & Alternative Songs) | 44             |

## Сертификации
| Страна   | Сертификация |
| -------- | ------------ |
| США RIAA | Gold         |